# Прохорчук Віктор Олександрович
Ві́ктор Олекса́ндрович Прохорчу́к (25 травня 1975, смт Хорошів, Житомирська область, УРСР — 18 лютого 2014, Київ, Україна)  — учасник Євромайдану, загинув під час лютневих протистоянь у Києві. Герой України.

## На Майдані
Перебував на Майдані від самого початку, активіст Самооборони Майдану. Востаннє навідався до рідних у грудні 2013 року.
Зник 18 лютого. Побратими з його сотні відшукали Віктора через тиждень у морзі. Перед тим тіло загиблого виявили у дворі Хрещатика, викинуте зі слідами насильницької смерті та з перерізаним горлом.
27 лютого в Хорошеві Житомирської області поховали 38-річного Віктора Прохорчука.

## Вшанування пам'яті

### Нагороди
- Звання Герой України з удостоєнням ордена «Золота Зірка» (21 листопада 2014, посмертно) — за громадянську мужність, патріотизм, героїчне відстоювання конституційних засад демократії, прав і свобод людини, самовіддане служіння Українському народу, виявлені під час Революції гідності[2]
- Медаль «За жертовність і любов до України» (УПЦ КП, червень 2015) (посмертно)[3]